# Hara (geslacht)
Hara is een geslacht van straalvinnige vissen uit de familie van de zuigmeervallen (Erethistidae).

## Soorten
- Hara filamentosa Blyth, 1860
- Hara hara (Hamilton, 1822)
- Hara horai Misra, 1976
- Hara jerdoni Day, 1870
- Hara koladynensis Anganthoibi & Vishwanath, 2009
- Hara longissima Ng & Kottelat, 2007
- Hara minuscula Ng & Kottelat, 2007
- Hara mesembrina Ng & Kottelat, 2007
- Hara spinulus Ng & Kottelat, 2007